# Lurøy (Schiff)
Die Lurøy ist eine Doppelendfähre der norwegischen Reederei Boreal Sjø.

## Geschichte
Das Schiff wurde 2000 unter der Baunummer B593 auf der Werft Stocznia Polnocna (Northern Shipyard) in Danzig für das norwegische Unternehmen Helgelandske gebaut. Es ist die einzige gebaute Einheit des Werfttyps SKS 50. 2008 kam das Schiff zu Boreal Transport. Hieraus ging 2016 die Reederei Boreal Sjø hervor.
Die Fähre verkehrt zwischen Stokkvågen und Onøya, Sleneset und Lovund in der norwegischen Fylke Nordland.

## Technische Daten und Ausstattung
Das Schiff wird von zwei Caterpillar-Dieselmotoren des Typs 3512BTA mit jeweils 1100 kW Leistung angetrieben. Die Motoren wirken jeweils auf eine Propellergondel, die sich an den beiden Enden der Fähre befinden. Für die Stromerzeugung stehen zwei Dieselgeneratoren zur Verfügung. Weiterhin wurde ein Notgenerator verbaut.
Die Fähre verfügt über ein durchlaufendes Fahrzeugdeck. Das Fahrzeugdeck ist vollständig umbaut. An beiden Enden der Fähre befinden sich nach oben aufklappbare Visiere. Oberhalb des Fahrzeugdecks befindet sich das Deck mit den Einrichtungen für die Passagiere. Hier stehen drei Aufenthaltsbereiche mit Sitzgelegenheiten zur Verfügung, einer davon für Raucher. Weiterhin stehen eine Kombüse und ein Kiosk zur Verfügung. Oberhalb des Decks mit den Einrichtungen für die Passagiere befindet sich ein Deck für die Schiffsbesatzung, auf das mittig das Steuerhaus aufgesetzt ist.
Auf dem Fahrzeugdeck, das mit 340 t belastet werden kann, können 50 Pkw befördert werden. Die Passagierkapazität beträgt 275 Personen. Das Schiff ist mit zwei Schiffsevakuierungssystemen ausgerüstet.